# Вінтерфелл (Гра престолів)
«Вінтерфелл» (англ. Winterfell) — перший епізод восьмого сезону фентезійного серіалу «Гра престолів» від телеканалу HBO, 68-й загалом у серіалі. Сценарій написав Дейв Гілл, а режисером став Девід Наттер. Прем'єра відбулася 14 квітня 2019 року в США та 15 квітня в Україні.
Епізод описує прибуття Данерис Таргарієн і Джона Сноу до Вінтерфелла разом з армією Бездоганних та Дотракійців після того, як Джон Сноу присягнув Данерис на вірність. Вперше з часу другого епізоду першого сезону Джон зустрічається з Браном та Арією.
У цьому епізоді вперше з'являється Марк Ріссманн (у ролі Гаррі Стрікленда).

## Сюжет

### У Королівській гавані
Квіберн повідомляє Серсі, що Білі блукачі зруйнували стіну. Новина покращує Серсі настрій. До гавані прибуває Еурон Грейджой із захопленею ним Ярою Грейджой та командиром Золотих Мечів Гаррі Стріклендом. Гаррі привозить з собою 20 000 солдатів і 2000 коней. Відсутність слонів розчарувала Серсі. Еурон переконує Серсі розпочати мж ними стосунки і вони займаються сексом. Він наполягає на тому, що запліднить Серсею. В одному зі столичних борделів, Квіберн знаходить Бронна і дає йому арбалет Джоффрі. За наказом Серсі, якщо Джеймі і Тиріон виживуть в боротьбі з блукачами, Бронн мусить вбити їх обох.

### У Вузькому морі
Теон Грейджой вночі потайки пробирається на борт флагмана Еурона, вбиває групу людей свого дядька і звільняє сестру Яру. Яра вирішує повернути Залізні острови, поки Еурон зайнятий у Королівській Гавані. Теон вирішує вирушити до Вінтерфелла, щоб боротися проти блукачів опліч зі Старками.

### В Останньому вогнищі
Переживши падіння Східної Варти, Тормунд і Берик Дондарріон ведуть свій загін до замку Останнього Вогнища, який вже спустошений мерцями. Вони зустрічаються з Еддом Толлеттом, який евакуював Нічну Варту із Чорного Замку і знаходять мертвим молодого лорда Неда Амбера, який евакуював жителів Останнього Вогнища. Неда прибито до стіни, він оточений відрубаними кінцівками, розташованими у вигляді спіралі. Тормунд говорить про те, що вони повинні дістатися до Вінтерфелла раніше Короля Ночі. У цей момент мертвий Нед стає упиром і кидається на загін. Берик встромлює в нього свій палаючий меч і спалює.

### У Вінтерфеллі
Данерис прибуває у Вінтерфелл разом із Джоном Сноу, своїми радниками Тиріоном Ланністером, сіром Джором Мормонтом, лордом Варісом і Міссандеєю. Сірий Черв'як веде її армію Бездоганних і Дотракійців. Джон радий знову зустрітися з Браном, а Данерис вітають Санса, городяни і Північні лорди. Але люб'язності доводиться припинити, коли Бран оголошує, що Король Ночі оживив Візеріона і зруйнував Стіну. Санса наказує всім Північним лордам відступити до Вінтерфеллу, щоб протистояти мертвим. Під час наради, Ліан Мормонт та інші лорди висловлюють Джону своє невдоволення з приводу того, що він відмовився від титулу Короля Півночі і присягнув на вірність Таргарієну, а лорд Гловер навіть вирішив не приєднуватися до захисту Вінтерфелла. Ситуація загострюється, коли Тиріон оголошує, що незабаром армія Ланністерів теж прийде на Північ. Санса висловлює побоювання, що об'єднаним силам може не вистачити запасів, але наодинці з Тиріоном натякає, що не вірить в те, що Серсі допоможе своєю армією.
Арія зустрічається з Джоном, і знаходить у кузні замку Джендрі і Пса. Давос говорить Тиріону і Варісу припущення, що завоювати довіру житів Півночі можна, якщо одружити Джона і Данерис. Джон і Данерис літаючи на драконах зміцнюють свої відносини. Санса звинувачує Джона в тому, що він поклявся у вірності Данерис через кохання до неї.
Данерис приходить подякувати Семвеллу Тарлі за лікування сіра Джора від сірої хвороби. В розмові зізнається, що стратила його батька Ренділла і брата Дікона. Бран переконує вбитого горем Семвелла розповісти Джону про його справжнє походження. Прийшовши в крипту, Семвелл говорить Джону, що його справжньою матір'ю була Ліана Старк, а батьком Рейгар Таргарієн. Новина шокує Джона.
Джеймі Ланністер прибуває у Вінтерфелл. У дворі замку зустрічає Брана, який вже чекає на нього.